# USS Pocono (AGC-16)
USS Pocono (AGC-16) – amerykański okręt dowodzenia typu Adirondack. 
Stępkę jednostki położono 30 listopada 1944 roku w ramach kontraktu Maritime Commission MC 1707 na jednostkę typu C2-S-AJ1. Został zwodowany 25 stycznia 1945 roku. Nabyty przez US Navy 15 lutego 1945 roku został przeholowany do Bostonu w celu przebudowy na okręt dowodzenia siłami desantowymi. Wszedł do służby 29 grudnia 1945 roku. Wycofano go do rezerwy 19 czerwca 1949 roku. Przeholowano go do Bayonne, gdzie dołączył do Bayonne Group, Atlantic Reserve Fleet. Wrócił do służby 18 sierpnia 1951 roku. Przeklasyfikowany 16 listopada 1968 roku na Amphibious Command Ship (LCC-16). Skreślony z listy jednostek floty 1 grudnia 1976 roku. Przekazany Maritime Administration. Sprzedany na złom 9 grudnia 1981 roku.
Brał udział w interwencji amerykańskiej w czasie kryzysu libańskiego. W czasie kryzysu kubańskiego był jednostką flagową sił desantowych Floty Atlantyku.